# Джан Галеацо Висконти
Вижте пояснителната страница за други личности с името Галеацо Висконти.
Джан Галеацо Висконти, нар. Граф на Вертю (на италиански: Gian Galeazzo Visconti, Giangaleazzo Visconti, Johann Galeaz(zo) Visconti, Conte di Virtù; * 16 октомври 1351, Павия, Сеньория Милано; † 3 септември 1402, Меленяно, Миланско херцогство) е най-могъщият от рода Висконти. Той е 1-ви херцог на Милано, господар на Милано, Верона, Крема, Кремона, Бергамо, Болоня, Бреша, Белуно, Пиеве ди Кадоре, Фелтре, Павия, Новара, Комо, Лоди, Верчели, Алба, Асти, Понтремоли, Тортона, Алесандрия, Валенца, Пиаченца, Бобио, Парма, Реджо Емилия, Виченца, Пиза, Перуджа, Сиена, Асизи, Виджевано, Борго Сан Донино и на долините на Бойте, всичките в днешна Италия.
Джан Галеацо поставя основния камък на Миланската катедрала, кара да построят Павийския чертог и моста над река Тичино, помага на Павийския университет, основава там библиотека и възстановява университета в Пиаченца. Той нарежда да завършат двореца в Павия, започнат от баща му, и мести там своята библиотека и голяма сбирка от реликви на светии. Смятан е за един от най-богатите князе на епохата.

## Произход
Той е син на Галеацо II Висконти (* 1320, † 1378), господар на Милано (1349 – 1378), и на съпругата му Бианка Савойска (* 1335, † 1387). Негови дядо и баба по бащина линия са Стефано Висконти, господар на Милано, и Валентина Дория, а по майчина – графът на Савоя Аймон Савойски и на Виоланта Палеологина Монфератска.
Има една или две сестри:
- Мария (* 1352, † 1362), вероятна
- Виоланта (* 1354, † 1382), херцогиня на Кларънс и графиня на Ъстър като съпруга на Лайънъл Антверпенски, маркграфиня на Монферат като съпруга на Ото III Палеолог и господарка на Лоди като съпруга на Лудовико Висконти.

Има вероятно и една природена сестра от извънбрачна връзка на баща му с неизвестна жена.

## Биография

### Ранни години
От ранна възраст проявява голяма мъдрост и интерес към военното изкуство. През януари 1356 г., докато е още дете, той получава рицарско звание от император Карл IV Люксембургски по време на посещението му в Милано.
В края на ноември 1360 г. се жени за Изабела Валоа, сестра на френския крал Жан II, като в замяна получава Графство Вертю в Шампан. Това владение му носи сред италианците прякора „Граф на Вертю“. За този съюз баща му Галеацо II плаща огромната сума от 500 хил. златни флорина. Въз основа на този брак френският крал Луи XII в бъдеще предявява искове към Миланското херцогство при управлението на Лудовико Мавъра. Съпругата му Изабела умира на 11 септември 1372 г., раждайки четвъртото им дете Карло; и двамата са погребани в църквата „Сан Франческо“ в Павия.

### Начало на управлението
През 1378 г., след смъртта на баща си, Джан Галеацо става новият сеньор на Павия. На 5 септември той праща петиция до папа Урбан VI за получаване на позволение за сключване на брак между сина му Ацоне и Елизабета Висконти – дъщеря на Бернабо Висконти. Според този проект двамата трябва да се оженят, след като достигнат подходящата възраст и Ацоне трябва да стане единственият наследник на Синьория Милано. Бернабо обещава да подкрепи Джан Галеацо в опита му да получи ръката на Мария Сицилианска – дъщеря на крал Фридрих IV, което се приема и с одобрение от папата, нежелаещ да види жена за нов владетел на острова. От друга страна Джан Галеацо трябва да обещае на чичо си, че Синьория Милано няма да мине към децата, които има от новата си съпруга. Бракът между Елизабета и Ацоне не се състои, понеже младежът умира през 1381 г. Бракът между Джан Галеацо и Мария също не се състои поради противопоставянето на сицилианските барони, подкрепени от Педро IV Арагонски.
На 29 август 1378 г. Джан Галеацо подписва мир в Павия с граф Амадей VI Савойски в замяна на продажбата на Маркграфство Ивреа и някои феодални владения в Пиемонт, а градовете Асти и Верчели му се заклеват във вярност. На 21 ноември мирът се превръща в съюз. Същата година назначава Якопо Дал Верме за генерален капитан на армията, който му е лоялен през следващите 30 години.
През 1380 г. подкрепя чичо си Бернабо Висконти в борбата срещу венецианците и същата година е назначен за имперски викарий. На 2 октомври се жени за дъщерята на Бернабо – неговата братовчедка Катерина Висконти.

### Държавен преврат
Виждайки че френските му съюзи са заплашени, Джан Галеацо взима решителни мерки срещу чичо си Бернабо. Според италианския историк от 16 век Паоло Джовио съпругата на Бернабо – Реджина дела Скала отдавна подтиква децата си да елиминират неудобния им братовчед, наследил богатите владения на баща си, но Джан Галеацо се преструва, че не знае за това. Той обаче взима всички предпазни мерки да не бъде елиминиран: ограничава броя на прислугата си, свежда трапезата си до няколко ястия, които опитва преди консумация, предоставя личната си охрана на верни ветерани, не излиза от замък, ако преди това не е пратил отряд войници да изследва околността, показва се религиозен и слаб, като отива да се моли в църквата с въоръжен ескорт, привличайки презрението на братовчедите си и бивайки подценяван от чичо му.
На 6 май 1385 г., уж отивайки на поклонение в светилището „Санта Мария дел Монте“ над Варезе, Джан Галеацо тръгва от Павия към Милано, карайки Бернабо да го посрещне извън Порта Верчелина, при болницата „Сан Амброджо“ в Милано. Бернабо отива на срещата на муле, придружаван само от синовете си Родолфо и Лудовико, и от няколко въоръжени мъже, въпреки че мнозина се опитват да го разубедят. Джан Галеацо пристига придружен от 500 копиеносци, водени от най-верните му лица – Отоне Мандели, Бернардино да Лонато, Якопо дал Верме, Уголото Бианкардо и Джовани Маласпина. Бернабо и неговата свита са лесно заобиколени и пленени от хората на Джан Галеацо, които след това завземат ключови места в Милано, докато народът е оставен свободен да граби двореца.
Старият тиранин е затворен в подземията на замъка на Порта Джовия, преди да бъде преместен на 25 май от Гаспаре Висконти в замъка на Трецо сул'Ада, където остава затворен в продължение на седем месеца. Синовете му са затворени в замъка на Сан Коломбано ал Ламбро. 62-годишният Бернабо, управлявал 30 години, умира на 19 декември в обятията на любовницата си Донина Поро, може би поради отравяне с купа боб. Джан Галеацо прави тържествено погребение на чичо си свекър, за да не го направи мъченик. След като влиза в Милано, той позволява на народа да ограби двореца на Бернабо Ка де Кан близо до църквата „Сан Джовани ин Конка“ и резиденциите на синовете му. Крепостта Порта Романа устоява до следващия ден. Италианският историк от 16 век Бернардино Корио заявява, че вътре са намерени шест вагона пълни със сребро и 700 хил. златни флорина. На следващия ден Генералният съвет предлага властта на града на Джан Галеацо. По силата на този успех на 23 май 1385 г. графът на Вертю нарежда да се започне работа по изграждането на Миланската катедрала.

### Титлата „херцог“
Господарят на Милано има за цел да свали рода Скалиджери от власт. С цел да завладее цяла Горна Италия, той завладява през 1387 г. Верона и Виченца, а през 1388 г. и Падуа. През 1391 г. води война с рода Да Карара. Нападнат от херцога на Бавария и графа на Арманяк, през 1392 г. Джан Галеацо трябва да приеме мира.
През следващите години обединява обширните семейни владения в Ломбардия, част от Пиемонт и Венето, Емилия и някои градове от Централна Италия. След като взима надмощие над рода Пустерла – големи собственици на земя в Милано и околностите му, през 1394 г. Джан Галеацо праща посланици до римско-германския крал на Свещената Римска империя Вацлав IV в Бохемия. Той избира за посланик Фра Пиетро Филарго да Кандия – висококултурен религиозен служител от Францисканския орден, негов роднина и от 1409 г. папа с името на Александър V. Джан Галеацо моли римско-германския крал да бъде издигнат в ранг на херцог на Милано в замяна на голяма сума пари. На 5 септември 1395 г. церемонията е проведена в двора на църквата „Сант'Амброджо“ в Милано в присъствие на Бенезио – представител на римско-германския крал. Императорският орел се появява на герба на херцогството и е запазен и в герба на Сфорца в бъдеще.
През 1396 г. Джан Галеацо получава втора грамота от римско-германския крал, с която е легитимирана система за унаследяване, основана на мъжкото първородство, а Павия е издигната в графство, като по този начин предоставя на престолонаследника титлата „Граф на Павия“. През 1397 г., по време на злополучен опит да завладее Мантуа, Джан Галеацо издава указ за местната милиция, който мобилизира големи военни контингенти, вербувани измежду собствените му поданици.
През 1399 – 1400 г. той получава синьориите Пиза, Сиена и Перуджа.

### Кралски амбиции
През следващите години херцогът продължава да се бори със съседните държави, често по несправедливи причини, често в нарушение на договорите, които самият той сключва, с план за обединение на Северна Италия в единна национална държава, подобно на онова, което се случва през тези години във Франция и Испания.
Големият монархически дизайн от последните десетилетия на 14 век е замислен и само частично осъществен от Джан Галеацо преди внезапната му смърт през 1402 г., а след товае поет с много по-малко енергия от Сфорца. Проектът включва създаването на Графство Павия (1396), предназначено за първородния син, дублирането на столицата и седалището на двора (Милано и Павия), основаването на Павийския чертог в Чертоза ди Павия като династичен Пантеон и създаването на бюрократична и камерна структура, удвоила миланските институции (едва през 15 век при управлението на Сфорца тази двойственост е преодоляна, но в Павия остават архиви, библиотеки, реликви и дворцови жилищни структури). Двойното седалище на двора в Милано и в Павия дава на Павия особена роля, силна и престижна идентичност в рамките на херцогството и по отношение на други градове, в ущърб на централното място на Милано.
Джан Галеацо непрекъснато разширява своята държава, като включва части от Венето, Емилия, Умбрия и Тоскана. В последния регион той среща силното противопоставяне на Флоренция, но успява да завладее Пиза, Сиена и близката Перуджа. За няколко години той събира армия, командвана от доблестни лидери като Уголото Бианкардо, Пандолфо и Карло Малатеста, Отобуоно де' Терци и Фачино Кане. Някои от тях идват под командването на Джан Галеацо, други са част от тесния кръг на неговите офицери. Единствената държава, която успява да се противопостави на армията му, е Република Флоренция, която праща срещу него армиите си под ръководството на Джовани Акуто.
Последният успех на миланския херцог е през 1402 г., когато той успява да победи болонезците и флорентинците с помощта на своя съюзник Алберто V д'Есте: 50 години по-рано чичо му Бернабо обсажда авампостта на Болоня – замъкът „Санто Стефано“ при Молинела, но е принуден да отстъпи. Алберто V д'Есте успява да срине замъка на Молинела до основи и тръгва към Болоня, за да го обсади: след като флорентинците и болонезците са победени в битката при Казалекио от Якопо дал Верме, Алберико да Барбиано и Фачино Кане, Джан Галеацо също влиза в Болоня като победител.

### Смърт
Джан Галеацо умира на 50 години от чума на 3 септември 1402 г. в замъка на Меленяно, където се намира след разпространението на заразата. Направено и е разкошно погребение в Милано. По волята на завещание му тялото му е погребано в Павийския чертог, сърцето му – в базиликата „Сан Микеле Маджоре“ в Павия, а вътрешностите му – в манастира „Сант'Антонио“ във Виен. Гробът му в Павийския чертог е построен през 1396 г.
Синовете му от втория му брак Джовани Мария Висконти и Филипо Мария Висконти по това време са още деца и попадат под закрилата на кондотиера Фачино Кане де Казале. Голяма част от завоюванията му са взети от неговите военачалници.

## Брак и потомство
Жени се два пъти:
∞ 1. 8 октомври 1360 в Милано за Изабела дьо Валоа, принцеса на Франция (* 1 октомври 1348, замък Венсен; † 11 септември 1373, Павия), дъщеря на Жан II (Добрия), крал на Франция, и на съпругата му Бона Люксембургска, принцеса на Бохемия, от която има трима сина и една дъщеря:
- Джан Галеацо II Висконти (* 4 март 1366, Павия; † (пр.) 1376)
- Ацо Висконти (* 1366, Павия; † 4 октомври 1381)
- Валентина Висконти (* 1371, Павия; † 4 декември 1408, дворец на Блоа), ∞ 17 август 1389 за Луи дьо Валоа (* 13 март 1372, Париж; † 23 ноември 1407, Париж, убит), херцог на Тюрингия, херцог на Орлеан (от 4 юни 1392), по-малък брат на френския крал Шарл VI
- Карло Висконти (* 11 септември 1372, Павия; † 1373, Павия)

∞ 2 октомври 1380 или 15 ноември 1381 за братовчедка си Катерина Висконти (* ок. 1361, Милано; † 17 октомври 1404, Монца), дъщеря на чичо му Бернабò Висконти, господар на Милано, Бергамо, Кремона, Лоди и Болоня, и на съпругата му Беатриче (Реджина) дела Скала. Имат двама сина и една дъщеря:
- дъщеря (* юни 1385; † 9 юли 1385, Павия)
- Джовани Мария Висконти (* 7 септември 1388, Милано; † 16 май 1412, Милано, убит), 2-ри херцог на Милано (1402 – 1412), ∞ 1408 за Антония Малатеста, дъщеря на Андреа Малатеста от Римини, господар на Пезаро и на Чезена, и на съпругата му Ренгарда Алидозия от Имола, от която няма деца
- Филипо Мария Висконти (* 23 септември 1392, Милано; † 13 август 1447, Милано), граф на Павия, 3-ти херцог на Милано (1412 – 1447), ∞ 1. 24 юли 1412 за Беатриче ди Тенда (* ок. 1372, Танд; † 13 септември 1418, Бинаско), вдовица на Фачино Кане, от която няма деца, 2. 2 декември 1427 с пълномощник, 24 септември 1428 във Верчели лично за Мария Савойска (* януари 1411, Шамбери; † 22 февруари 1479 във Вигоне), дъщеря на Амадей VIII Савойски, херцог на Савоя, и на съпругата му Мария Бургундска, от която няма деца. Има две извънбрачни дъщери от Аниезе дел Майно – Бианка Мария и Лучия (Катерина Мария).

Има и няколко извънбрачни деца:
От връзката му с Аниезе Мантегаца има един или двама сина:
- Габриеле Мария Висконти (* 1385; † 15 декември 1407, Генуа, обезглавен), припознат, господар на Пиза (1402 – 1405), на Крема (1402 – 1403) и на Сардзана (1402 – 1408), има един извънбрачен син.
- Антонио Висконти (* 1389, † ок. 1391), вероятен

От неизвестна жена или от Аниезе Мантегаца има един син:
- Антонио Висконти (* 1389/1391 или 1402, † сл. 10 април 1414), господар на Меленяно (от 1414)

## Разделяне и разчленяване на херцогството
- Най-големият му син Джовани Мария Висконти, по онова време на 14 години, наследява титлата „Херцог на Милано“ и властта над Милано, Кремона, Комо, Лоди, Пиаченца, Парма, Реджо, Бергамо, Бреша, Болоня, Сиена и Перуджа;
- Вторият му син Филипо Мария Висконти, само на 10 години, признат за наследник на брат си, става Граф на Павия и получава властта над Павия, Новара, Верчели, Тортона, Алесандрия, Верона, Виченца, Фелтре, Белуно и Басано, но само като апанаж и като васал на по-големия си брат Джовани Мария.
- Узаконеният му извънбрачен син Габриеле Мария Висконти получава властта над Пиза, Крема и Сардзана, винаги като апанаж и като васал на законния си полубрат херцог Джовани Мария Висконти.

Двете му законни деца, като непълнолетни, са поставени под регентството на майка им херцогиня Катерина Висконти, подпомагана от Регентски съвет, съставен от Франческо Барбавара, Якопо Дал Верме, Алберико да Барбиано, граф Антонио д'Урбино, Пандолфо Малатеста, Франческо I Гонзага и Паоло Савели. Като поверява правителството на най-добрите капитани на Италия, Джан Галеацо се надява да ги запази лоялни към синовете си и да осигури на синовете си валидна помощ срещу враговете на Висконти: папа Бонифаций IX, флорентинците и Франческо Новело да Карара. В действителност само малко от тези капитани остават верни на херцогиня Катерина, а останалите започват да завладяват различни градове от свое име, докато древните господари се завръщат в градовете си (такъв е случаят с Карарези-те в Падуа).
Особено изпълнен с дългосрочни последици обаче е зестрата на единствената му пълнолетна дъщеря Валентина Висконти – от 1379 г. съпруга на Луи Валоа, Орелански херцог и по-малък брат на френския крал Шарл VI. Като зестра на съпруга си Валентина носи Графство Асти с феодалните права върху Маркграфство Чева (тъй като маркизите на Чева са васали на графовете на Асти) и получава правото на наследяване за нея и за нейните деца и потомци на Миланското херцогство, в случай че законната мъжка линия на братята ѝ изчезне. Филипо Мария Висконти умира без законни наследници през 1447 г. и 50 години по-късно Луи XII Валоа – внук на Валентина, става крал на Франция: по времето, когато семейство Сфорца, потомци на Висконти, царуват в Милано незаконно, Луи XII идва в Италия, за да си върне херцогството, поставяйки началото на второя етап от дългите и кървави Италиански войни.

## Наследство
Джан Галеацо остава в историята не само заради политическите си амбиции, но и заради архитектурните си произведения, включително:
- Кала дел Сасо (Calà del Sasso) – най-дългото стълбище в Европа, което свързва община Валстаня с община Азиаго в Провинция Виченца
- Изграждането на Павийския чертог като мавзолей на династията (въпреки че от миланските херцози там се съхраняват единствено останките на самия Джан Галеацо и кенотафът на Лудовико ил Моро и Беатриче д'Есте)
- Началото на строителството на колосалната Миланска катедрала
- Гигантски хидравлични работи на обща стойност, според някои източници, на 300 хил. златни флорина, за да отклони река Минчо от Мантуа и река Брента от Падуа, по време на неговите завоевателни войни.

Джан Галеацо Висконти превръща Замъка на Висконти в Павия, започнат от баща му Галеацо II Висконти, любима резиденция и всъщност втората столица на своето херцогство. Там той започва да събира различни колекции от книги, идващи от членове на семейството, от чичо му Бернабо, от конфискации от лица, изпаднали в немилост или от военна плячка, като ръкописите на Да Карара, взети през 1388 г., сред които има около тридесет ръкописа, принадлежали на Франческо Петрарка. Библиотеката е разширена от неговите наследници, като по този начин се ражда Библиотеката на Висконти-Сфорца, която в края на 15 век съхранява над 900 ръкописа с миниатюри.
През 1499 г. обаче библиотеката е конфискувана от френския крал Луи XII и е пренесена от Павия във Франция. Националната библиотека на Франция все още съхранява около 400 кодекса от библиотеката на Висконти, а други са разпръснати из различни италиански, европейски и американски библиотеки. Произведение на изкуството с миниатюри на художника Микелино да Безоцо е ръкописът „Погребален панегирик на Джангалеацо Висконти“ от 1403 г., съхраняван в Националната библиотека в Париж.
Дори сред съвременниците си Джан Галеацо е известен с добро и с лошо: през 14 век поетът Джакомо Алегрети от Форли му посвещава строфи.